# INSIDE³
 (juillet 2015).
Si vous disposez d'ouvrages ou d'articles de référence ou si vous connaissez des sites web de qualité traitant du thème abordé ici, merci de compléter l'article en donnant les références utiles à sa vérifiabilité et en les liant à la section « Notes et références ».
INSIDE³ (aussi noté Insidezecube) est un casse-tête qui prend la forme d'un labyrinthe en trois dimensions se jouant à l’aveugle. Il se présente sous la forme d’un cube renfermant une bille visible alternativement sur la face avant ou arrière selon la phase de jeu. Sur chacune de ces deux faces, le joueur trouve un plan indiquant le parcours à accomplir pour mener la bille vers l'autre face. Le plan est composé de tracés représentant les plans des niveaux qu’il faut traverser pour arriver à l'autre face.
INSIDE³ a été inventé par Romain-Guirec Piotte. Le jeu a été financé en 2013 grâce au financement participatif sur le site Ulule.

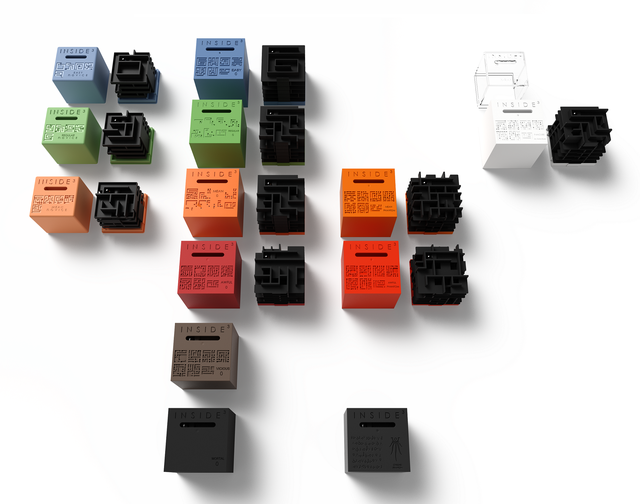
Représentation de la gamme INSIDE³ complète

## Gamme
En novembre 2017 la gamme INSIDE³ se compose de trois séries de la première saison pour un total de 13 cubes et 5 hors-série.
La « série0 » est la première à avoir été financée par la première levée de fonds en 2013. La seconde levée de fonds, achevée en juillet 2015 permet de commencer deux séries : la série1, ou « noVICE », à destination de joueurs débutants et la série2, ou « PHANTOM », de difficulté supérieure.
La gamme complète devra former le Mothercube qui devrait être constitué de 216 puzzles différents assemblés sous la forme d'un cube de six puzzles de côté. Chaque tranche du MotherCube, aussi appelée « Saison », est constitué de six colonnes, ou « séries », de six puzzles.

### Série0
Les cubes de la série0 ont sept plateaux, ils mesurent 6 × 6 × 6 cm.
La série0 est composée de six cubes et deux hors-série :

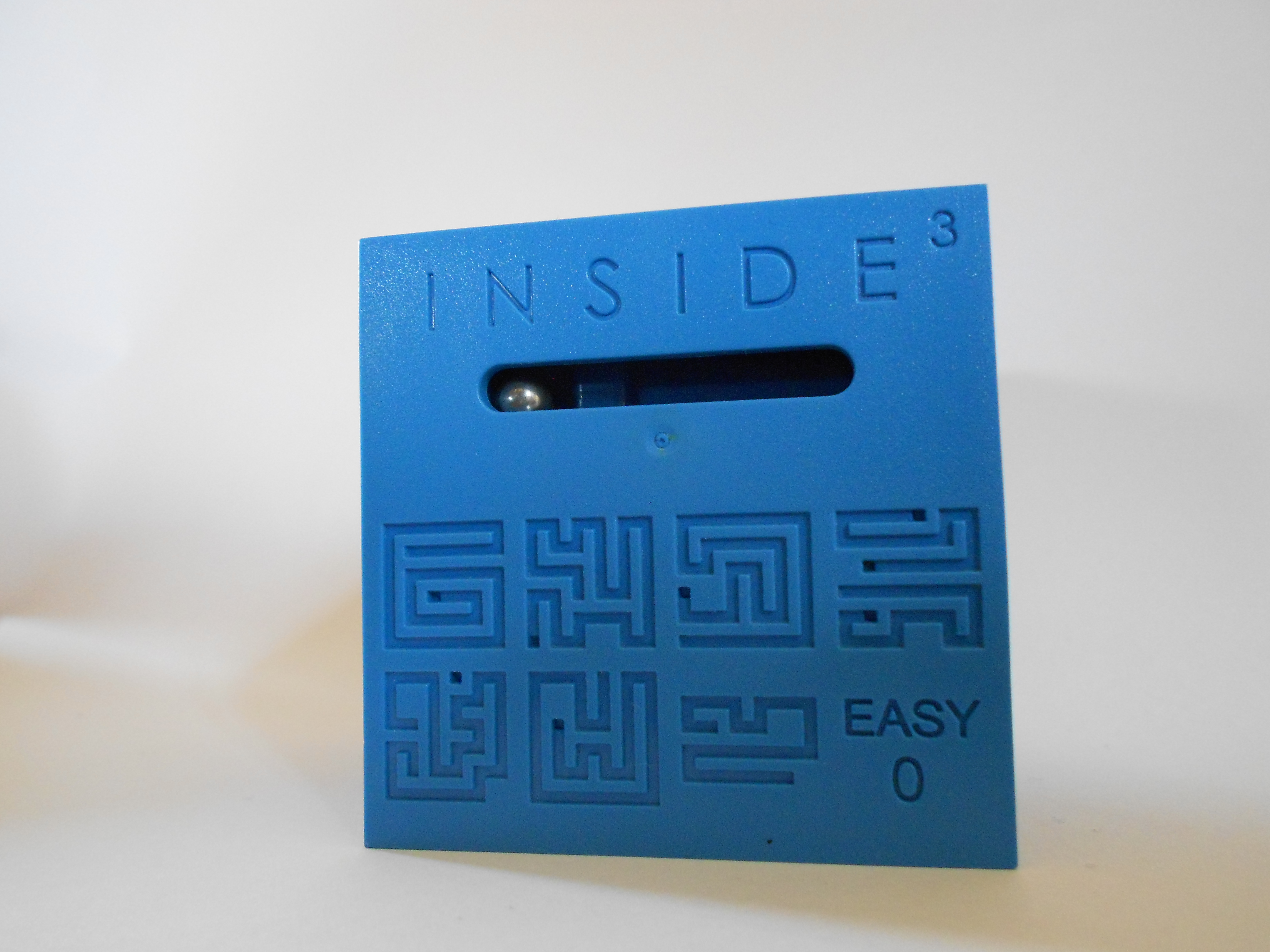
Le Easy0, premier cube de la gamme.

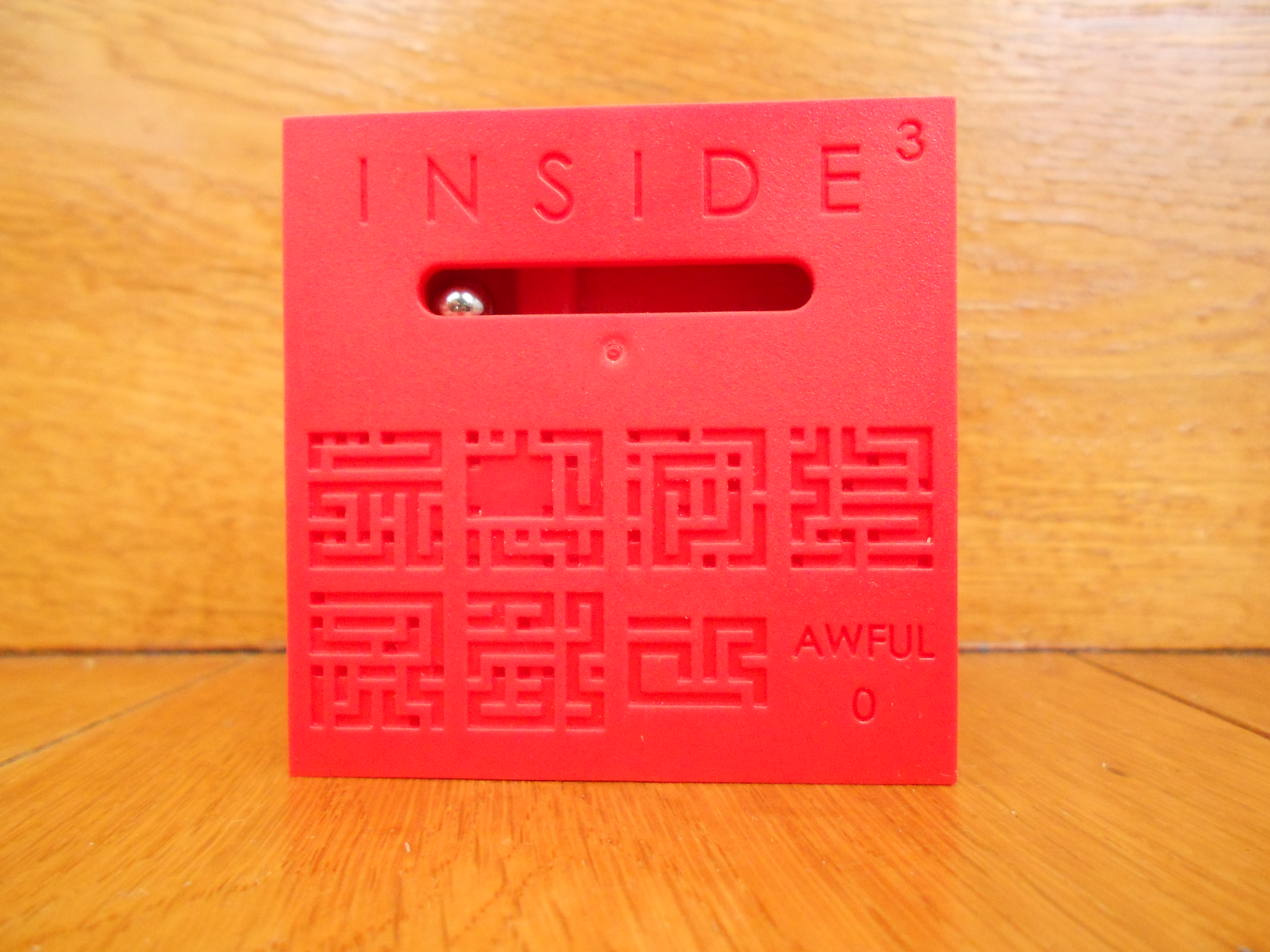
Le Awful0, cube très difficile.

| Nom           | Couleur        | Difficulté     | Particularité |
| ------------- | -------------- | -------------- | --- |
| Easy0         | Bleu           | Facile         | Fait intervenir une remontée ce qui le rend difficile pour les nouveaux joueurs |
| Regular0      | Vert           | Moyenne        | Introduit les déplacements verticaux répétés |
| Mean0         | Orange         | Difficile      | Premier labyrinthe en 3D, plus de déplacements verticaux que horizontaux |
| Awful0        | Rouge          | Très difficile | Labyrinthe complexe, il comporte des culs de sac, des trappes et d'autres pièges |
| Vicious0      | Marron         | Très difficile | Labyrinthe légèrement plus simple que le Awful0 mais le cube est scellé |
| Mortal0       | Noir           | Trop difficile | Le cube n'a pas de plan et est scellé |
| Crystal0      | Translucide    | Facile         | *Hors-série* Même parcours que le Easy0 mais le cube est translucide ce qui permet d'en voir l'intérieur, il a d'abord été créé comme cube de démonstration pour les boutiques avant d'être finalement commercialisé |
| Cube de l'été | Phosphorescent | Facile         | *Hors-série* Même parcours que le Easy0 mais le cube est phosphorescent. Ce cube est exclusif aux soutiens de la première campagne de financement                                                                    |

### Série noVICE
Les cubes de la série noVICE ont cinq plateaux, ils mesurent 5 × 5 × 5 cm.

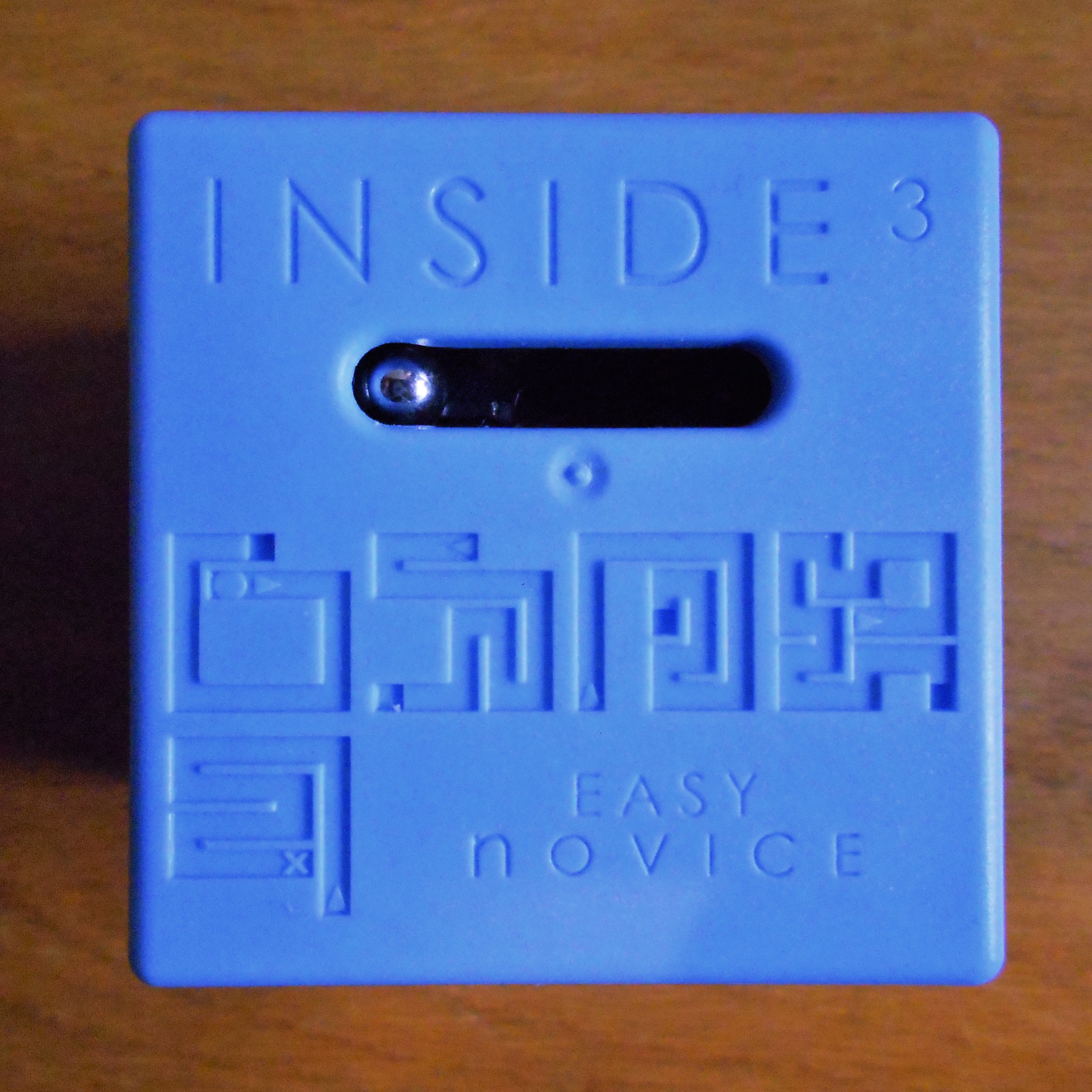
Easy noVICE, le cube le plus facile de la gamme

La série noVICE est composée de trois cubes et un hors-série :
| Nom             | Couleur     | Difficulté   | Particularité |
| --------------- | ----------- | ------------ | --- |
| Easy noVICE     | Bleu        | Très facile  | Le cube a été créé pour les débutants, il ne se fait qu'en descente                                                    |
| Regular noVICE  | Vert        | Assez facile | Introduit les déplacements verticaux                                                                                   |
| Mean noVICE     | Orange      | Moyenne      | Labyrinthe en 3D de difficulté moyenne, beaucoup de déplacements verticaux                                             |
| Awful noVICE    | Rose        | Difficile    | Labyrinthe en 3D complexe, c'est le premier des noVICE à avoir des pièges                                              |
| Easy noVICE JDG | Bordeaux    | Très facile  | *Hors-série* Créé spécialement la JDGBox du journal du geek, il est identique au Easy noVICE mais de couleur bordeaux. |
| X-RAY box       | Translucide |              | *Hors-série* La X-RAY box est un caisson translucide qui permet de voir l'intérieur des cubes noVICE                   |

### Série PHANTOM
Les cubes de la série PHANTOM ont sept plateaux, ils mesurent 6 × 6 × 6 cm et ont une seconde bille captive. Cette seconde bille sert à désorienter le joueur en produisant des sons et des vibrations.
La série PHANTOM est composée de trois cubes et un hors-série :

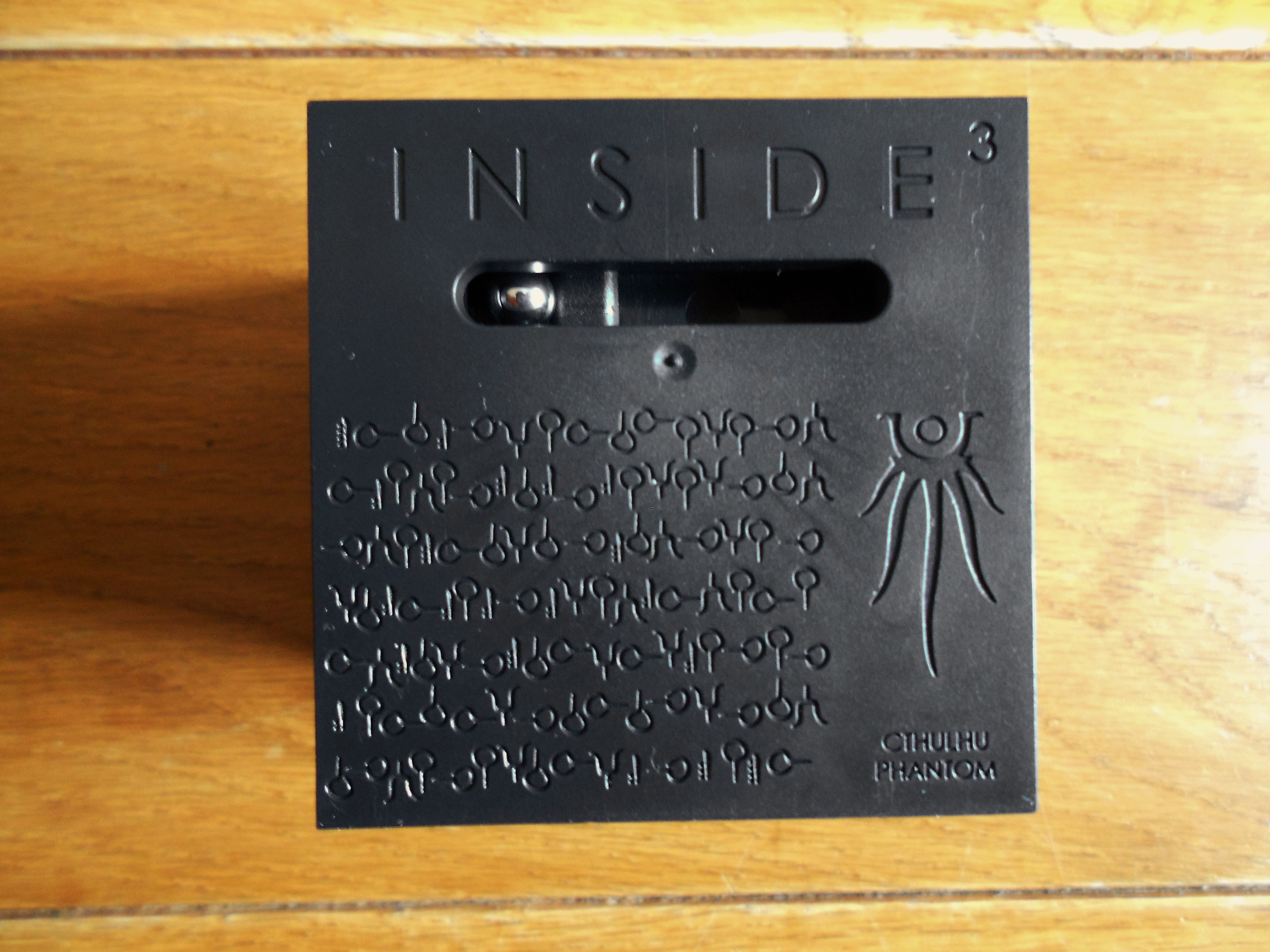
Cthulhu Phantom, l'un des cubes les plus difficiles de la gamme

| Nom             | Couleur | Difficulté     | Particularité |
| --------------- | ------- | -------------- | --- |
| Mean PHANTOM    | Orange  | Difficile      | Plus de déplacements verticaux que horizontaux, labyrinthe très long                                                                                                 |
| Awful PHANTOM   | Rouge   | Très difficile | Labyrinthe de la gamme le plus dur techniquement, il comporte énormément de pièges                                                                                   |
| Cthulhu PHANTOM | Noir    | Trop difficile | Cube inspiré de Cthulhu, un monstre de H. P. Lovecraft, le cube est scellé et le plan codé                                                                           |
| FanCube         | Violet  | Difficile      | *Hors-série* Cube créé par un fan du projet, solar3yes, à partir des plateaux des autres cubes de la gamme, ce cube est exclusif aux soutiens de la seconde campagne |

## Production

### Financement
En 2013 le projet est lancé sur le site de financement participatif Ulule. Pour lancer son projet, Romain-Guirec Piotte demandait 40 000 € afin de financer les moules pour les six premiers cubes. Il récolta finalement 67 699 € auprès de 794 internautes et créa une communauté de fans. Avec cette somme, la campagne de INSIDE³ devient le projet ayant récolté le plus de fonds lors d'un financement participatif en Europe.
En 2015 une seconde campagne est créée sur Ulule pour sortir quatre nouveaux cubes. Cette fois, 20 000 € sont nécessaires mais 1 243 internautes apportent 62 110 € ce qui permet de sortir six nouveaux cubes et deux hors-série.
INSIDE³ a été soutenu par plusieurs personnalités telles que Alexandre Astier, Shirley Souagnon, LinksTheSun ou Bruce Benamran (de e-penser).
En 2017 une troisième campagne ulule est lancée, initialement elle avait pour but de lever 5 000 € et de permettre aux fans de commander en avant première le awful noVICE. C'est finalement 20 241 € qui seront levés grâce à 885 contributeurs.

### Distribution
Dès 2013, INSIDE3 est distribué en France et en Belgique par Paille éditions, depuis 2020 par Iello éditions.
Depuis avril 2017, INSIDE3 est distribué au Canada, en Espagne, en Pologne, au Portugal, au Japon, en Allemagne, en Suisse, à Hong Kong et aux USA.
Il est également possible de se procurer ces cubes sur le site officiel.
En 3 ans et demi, c'est plus de 150 000 cubes qui ont été vendus, dont 80 000 en France.

### Fabrication
INSIDE³ est fabriqué en injection plastique par la société MICROPLAST à Perigny-sur-Yerres, dans le Val-de-Marne. MICROPLAST finance 50 % des moules nécessaires à la fabrication, ce qui fait de cette société le principal investisseur de INSIDE³.

## Récompenses
Le concept INSIDE3 a fait partie des lauréats de la médaille d'argent du concours Lépine 2015.

## Championnats et records
Un premier championnat du monde a été organisé le 12 juin 2015 à la mairie du 18e arrondissement de Paris. Les participants devaient résoudre le plus vite possible le Easy0, le plus facile des cubes de la première saison. Le record établi ce jour est de 21,30s.
Le 2 septembre 2016, marque le lancement du Fight Cube, une compétition ayant pour but d'établir des records pour chaque cube. Les records sont consultables sur le site officiel.
| Nom du cube     | Temps record |
| --------------- | ------------ |
| Easy noVICE     | 6.46 s       |
| Regular noVICE  | 9.23 s       |
| Mean noVICE     | 12.97 s      |
| Awful noVICE    | 14.38 s      |
| Easy0           | 18.40 s      |
| Regular0        | 8.58 s       |
| Mean0           | 16.10 s      |
| Awful0          | 28.30 s      |
| Vicious0        | 18.86 s      |
| Mortal0         | 27.78 s      |
| Mean PHANTOM    | 32.20 s      |
| Awful PHANTOM   | 1min 36.90 s |
| Cthulhu PHANTOM | 21.96 s      |

### Presse
- Camille Gévaudan, « Inside³ à pleins cubes », Libération, no 10683,‎ 24 septembre 2015, p. 20 — 21 (ISSN 0335-1793, lire en ligne)